# كركي سنجابي

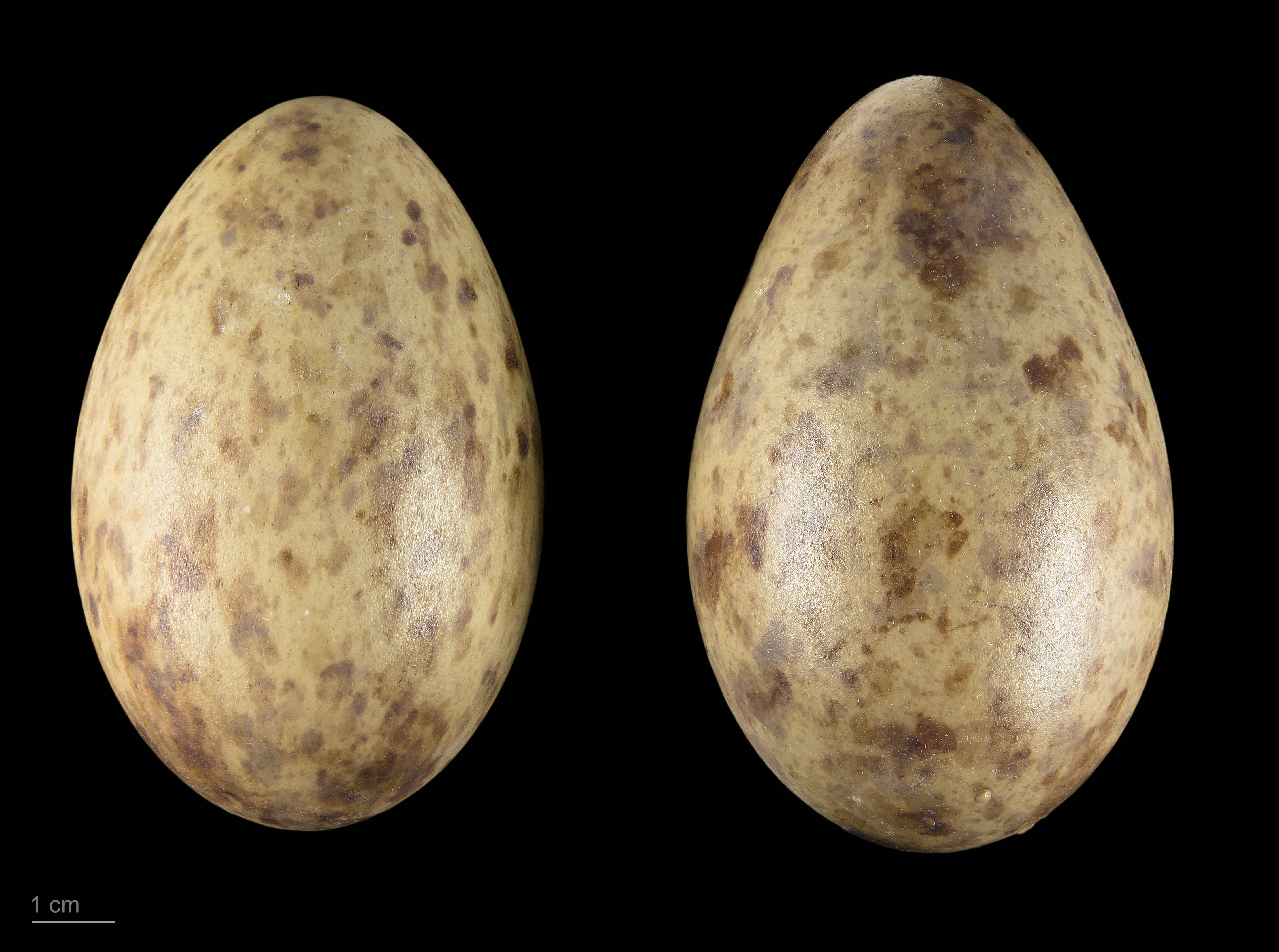
بيض الكركي السنجابي

الكركي السنجابي أو الرهو أو أَدْبَج نَمِيدَة أو عَانِس نَمِيدَة (الاسم العلمي: Anthropoides  virgo) (بالإنجليزية: Demoiselle  Crane)‏ هو طائر ينتمي إلى فصيلة الكركي.

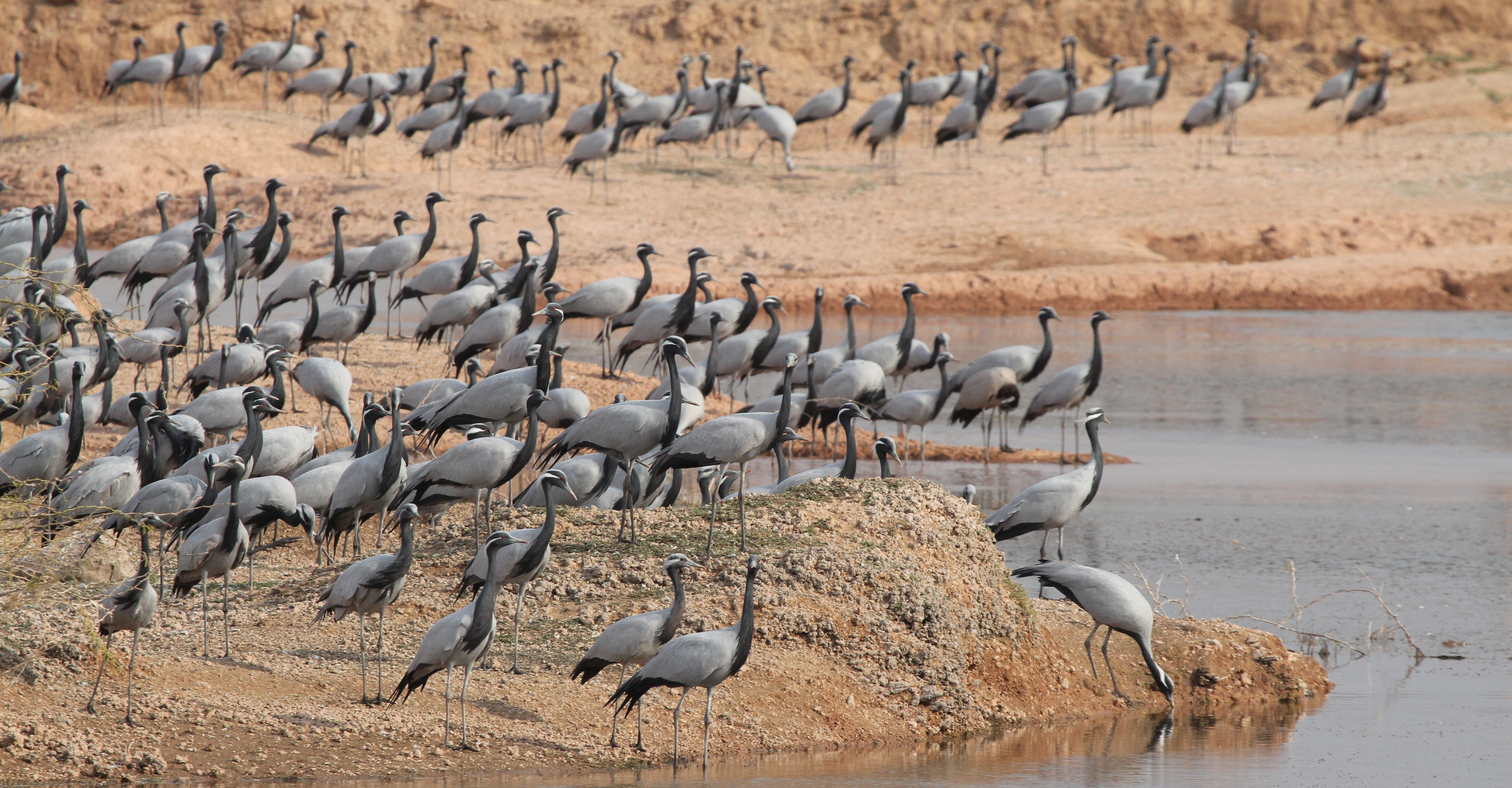
سرب من الطيور

## اُنظر أيضاً
- قائمة طيور الشرق الأوسط

## روابط خارجية
- BirdLife Species Factsheet
- "IUCN Red List". اطلع عليه بتاريخ 2009-03-30.
- Demoiselle crane at Animal Diversity Web
- Demoiselle Crane (Anthropoides virgo) from Cranes of the World (1983) by Paul Johnsgard